# I sette Fuqaha di Medina
I sette Fuqahāʾ di Medina (in arabo الفقهاء السبعة‎?, al-Fuqahāʾ al-sabʿa, ossia "I sette Fuqahāʾ") furono i sette studiosi musulmani che nell'VIII secolo fondarono la scienza dei ʾaḥādīth, agendo come giuristi e come muftī.
Essi erano ricordati per la loro dottrina, tanto più apprezzata perché ancora vicina temporalmente all'epoca della predicazione di Maometto in quella città.
Essi erano:
1. Saʿīd ibn al-Musayyib
2. ʿUrwa b. al-Zubayr
3. Sālim b. ʿAbd Allāh b. ʿUmar
4. al-Qāsim b. Muḥammad b. Abī Bakr
5. Abū Salama ibn ʿAbd al-Raḥmān b. ʿAwf
6. Sulaymān ibn Yasār
7. Khārija ibn Zayd b. Thābit.

Alcuni studiosi vi includevano Abū Bakr b. ʿAbd al-Raḥmān b. al-Ḥārith e ʿUbayd Allāh b. ʿAbd Allāh b. ʿUtba b. Masʿūd.